# Soldatisches Brauchtum
Als soldatisches Brauchtum bezeichnet man Regeln und Gepflogenheiten, die sich teilweise über Jahrhunderte in den Armeen der Welt, vor allem Europas, entwickelt bzw. erhalten haben.
Dazu zählen alltägliche Dinge wie der militärische Gruß, die Bataillonsfahne, besondere Rituale (z. B. der Große Zapfenstreich) sowie das Beibehalten alter Namen und Bezeichnungen (z. B. Jägerbataillon Wien 1 "Hoch- und Deutschmeister" des österreichischen Bundesheeres).